# TT196
TT196 (Theban Tomb = Thebanisches Grab Nummer 196) ist die moderne Bezeichnung für die monumentale Grabanlage des Obervermögensverwalters der Gottesgemahlin des Amun Padihorresnet in Theben, im Al-Asasif. Padihorresnet amtierte für die Gottesgemahlin Nitokris I. unter König Necho II. (610 bis 595 v. Chr.) in der 26. Dynastie.
Die Grabanlage ist über drei Ebenen angelegt. Über der Erde befindet sich ein Oberbau aus Lehmziegeln. Es gibt eine unterirdische Kultanlage, die reich dekoriert ist. Über Schächte sind die eigentlichen Grabkammern erreichbar, die sich bei den modernen Ausgrabungen als beraubt vorfanden.

## Der Oberbau
Der Oberbau aus Lehmziegeln ist ca. 80 m lang und bestand aus drei Höfen. Der Eingang wurde von einem 16,3 m breiten Pylon verziert, dessen Toreingang in Stein angelegt und beschriftet war. Bei Ausgrabungen fanden sich jedoch nur noch Bruchstücke der Inschrift. Der Pylon und die Außenmauern des Oberbaus waren mit einer Palastfassade dekoriert. Hinter dem Eingang gelangt man in einen ersten Hof, von dort in einen zweiten Hof, wo sich auch eine Treppe befindet, die zu den unterirdischen Kultanlagen führt. Der dritte, dahinterliegenden Hof, ist nicht betretbar und hat keinen Zugang. Die Höfe sind ansonsten undekoriert.

## Kultanlagen
Die unterirdischen Kultanlagen erreicht man über eine Treppe, die nach einigen Metern im rechten Winkel abknickt und in einen Lichthof führt, dessen Längsseiten jeweils mit drei Pfeilern dekoriert sind. Von dort gelangt man in einen überdachten Raum und über einen kurzen Gang zu einer Halle mit vier Seitenkammern, dahinter befindet sich eine weitere Halle mit drei weiteren Seitenkammern. In fast allen dieser Seitenkammern befinden sich Schächte, die zu tiefer liegenden Grabkammern führen und in denen Padihorresnet und seine Familie bestattet worden sind. Die unterirdische Kultanlage ist reich mit Texten in versenktem Relief dekoriert. Es handelt sich meist um Titel und Name des Padihorresnet, um Pyramidentexte, einige wenige Sargtexte und zahlreiche Texte des Totenbuches. Als Bilder zu den Texten finden sich oftmals über ihnen angebrachte Darstellungen des Grabinhabers vor diversen Gottheiten oder Bebilderungen der Totenbuchstellen. Es gibt auch Szenen die den Grabinhaber vor dem Opfertisch zeigen. Die Decken sind teilweise bemalt und zeigen geometrische Muster.
Die zu unterst liegenden Grabkammern waren undekoriert und fanden sich beraubt, obwohl sie noch zahlreiche Reste von Beigaben enthielten.